# Quercus ciliaris
Quercus ciliaris là một loài thực vật có hoa trong họ Cử. Loài này được C.C.Huang & Y.T.Chang miêu tả khoa học đầu tiên năm 1992.